# Abuçaíde Faraje
Abuçaíde Faraje ibne Ismail (em árabe: أبو سعيد فرج بن إسماعيل; romaniz.: ʾAbū Saʿīd Faraj ibn ʾIsmāʿīl; 1248 – 24 de abril de 1320) foi um membro da dinastia nacérida de Granada, que foi um conselheiro próximo dos sultões Maomé II (r. 1273–1302) e Maomé III (r. 1302–1309) e serviu como governador de Málaga entre 1279 e o início de 1310. Nasceu em 1248 e era filho de Ismail ibne Nácer, o governador de Málaga e irmão do sultão Maomé I. Após a morte de Ismail, o sultão levou o jovem Abuçaíde à corte, onde se tornou amigo de seu primo, o futuro Maomé II. Quando este se tornou sultão, Abuçaíde tornou-se seu conselheiro em políticas econômicas e militares. Casou-se com Fátima, a filha dele, e em 1279 foi nomeado governador real de Málaga. A cidade - o porto mais importante do reino - tinha sido recentemente recuperada pela coroa após uma rebelião dos Banu Asquilula desde 1266, seguida por uma curta ocupação pelos merínidas do Magrebe Ocidental (Marrocos) desde 1278. Implementou políticas para pacificar a população e melhorar a situação econômica da região, bem como o embarque na construção de navios para o fortalecimento da marinha granadina. Como governador, também liderou as tropas de Málaga em várias campanhas na Península Ibérica, inclusive contra rebeldes e contra o Império Merínida.
Permaneceu governador do próximo sultão, seu cunhado Maomé III, com quem ele e sua esposa também tinham boas relações. Liderou a campanha granadina para conquistar Ceuta no Norte da África em 1306. Suas relações com o próximo sultão, Nácer (r. 1309–1314), eram ruins e em 1311 iniciou uma rebelião para entronizar seu próprio filho, Ismail, no lugar dele. Suas forças capturaram vários castelos e derrotaram o sultão em batalha, antes de serem forçados a retornar a Málaga após falharem em sitiar a capital. Após este revés, foi deposto como governador de Málaga devido a uma tentativa de entregar a cidade ao Império Merínida, e foi preso por seu filho Ismail até sua morte em 1320. Em algum momento após sua prisão, Ismail reiniciou a rebelião e conseguiu assumir o trono como Ismail I (r. 1314–1325).

## Vida

### Primeiros anos

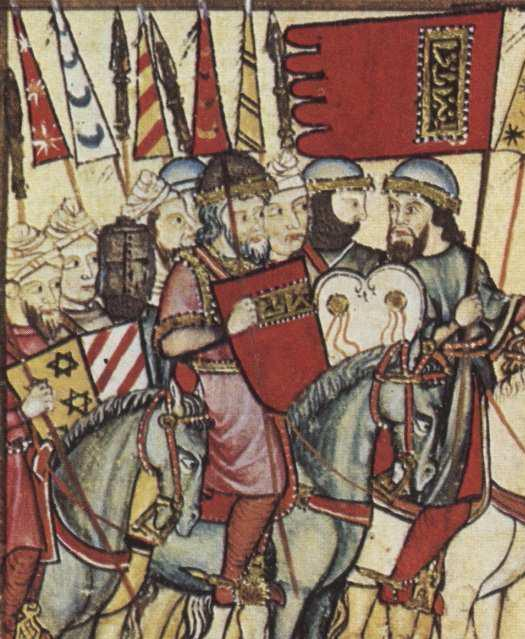
, tio de Abuçaíde e fundador do Reino Nacérida

Abuçaíde Faraje nasceu em 1248, filho de Ismail ibne Nácer, irmão de Maomé, o fundador do Reino Nacérida de Granada. O sultão nomeou Ismail governador de Málaga, cargo que ocupou até sua morte em 1257. Após a morte de Ismail, Maomé trouxe seu sobrinho de nove anos, Abuçaíde, para sua corte em Granada, e deixou Málaga sob o governo de Abu Maomé ibne Asquilula, um membro da família Banu Asquilula - então aliado dos nacéridas - que também era sobrinho de Maomé.

### Vida na corte
Na corte, tornou-se amigo de seu primo, o filho do sultão Maomé II (nascido em 1235; r. 1273-1302). Enquanto isso, Málaga se tornou o centro de uma rebelião dos Banu Asquilula que começou em 1266 e duraria quase duas décadas. Quando Maomé I morreu em 1273 e foi substituído por Maomé II, Abuçaíde tornou-se o conselheiro de confiança do novo sultão. Apesar de sua juventude, era conhecido por sua inteligência e prestava consultoria em questões econômicas e militares. Abuçaíde foi creditado com a decisão do sultão de expandir e consolidar as terras da coroa e substituir pastagens por terras cultivadas. Para fortalecer ainda mais os laços entre os dois primos, Abuçaíde se casou com a filha de Maomé II, Fátima. A obra anônima al-Dahira al-Saniyya data o casamento no ano 664 AH (1265/66), mas a historiadora moderna María Jesús Rubiera Mata duvida da exatidão desta data: Fátima (nascida em 659 AH) teria sido uma criança então; além disso, o texto confunde a noiva como filha de Maomé I (enquanto Fátima era sua neta), e diz que o noivo era seu primo (Abuçaíde era sobrinho de Maomé I). Rubiera Mata sugere que a data do casamento foi mais próxima do nascimento do primeiro filho do casal, Ismail, em 1279. Naquele ano, o reino finalmente recuperou Málaga do Império Merínida do Marrocos - a quem os rebeldes Banu Asquilula entregaram a cidade um ano antes - e Abu Said foi nomeado para o antigo posto de governador de seu pai. Partiu em 11 de fevereiro de 1279, enquanto Fátima provavelmente permaneceu inicialmente no complexo do palácio real da Alhambra para dar à luz Ismail, que nasceu em 3 de março.

### Governador de Málaga
Málaga era a segunda maior cidade do reino depois da capital e seu porto mediterrâneo mais importante, sem o qual "Granada não passava de uma cidade isolada cercada por montanhas", segundo o historiador L. P. Harvey. Como ela havia sido reocupada após uma rebelião que durou mais de uma década, governar a cidade representou um desafio difícil e Abuçaíde foi provavelmente escolhido por causa de sua experiência administrativa, além do mandato anterior de seu pai lá. De acordo com Rubiera Mata, "superaria brilhantemente" esses desafios. Com seu cátibe (secretário) ibne Issa, implementou políticas - com firmeza e gentileza, de acordo com o historiador quase contemporâneo ibne Alcatibe - que acabaram conquistando o povo de Málaga e melhorando as condições econômicas. Também ficou rico com as receitas fiscais da região. Embarcou no projeto de construção de grandes navios em Málaga, ao qual Rubiera Mata atribui "a grande potência da frota nacérida nos anos seguintes". Manteve alto prestígio pessoal devido à sua posição na família real, bem como suas realizações administrativas e militares, e começou a receber dedicatórias em obras de literatura. Ibne Alcatibe relatou que cuidava de seu filho Ismail, que desfrutava "do favor de seu pai" (ni'mat abihi). Também tinha um filho mais novo, chamado Maomé, cuja data de nascimento é desconhecida.
Os governadores nacéridas não só desfrutavam de poder administrativo sobre suas regiões, mas também eram comandantes do exército regional. As tropas de Málaga sob o comando de Abuçaíde foram fundamentais na guerra de Maomé II contra o Império Merínida e no retorno de vários postos avançados dos merínida na Península Ibérica ao domínio granadino. Conduziu campanhas militares vitais, principalmente na área próxima ao estreito de Gibraltar, incluindo Algeciras, Gibraltar e Tarifa. Em 1295–1296, liderou uma campanha malsucedida para reprimir uma rebelião em Ronda. A rebelião finalmente terminou quando Abu Abedalá ibne Aláqueme, o cátibe de Maomé II e irmão do líder rebelde da cidade, foi enviado para negociar.
Maomé II morreu em 1302 e foi sucedido por seu filho Maomé III, cunhado de Abuçaíde. De acordo com o historiador quase contemporâneo ibne Caldune, Abuçaíde tinha a total confiança do sultão, que o manteve como governador de Málaga durante todo o seu reinado. Foi o responsável pela conquista de Ceuta em 1306, na costa norte da África, em nome de Maomé III. Parcialmente por instigação de seus agentes, a cidade se rebelou contra seus senhores merínidas em 1304 e, a partir de então, foi governada pelos azáfidas, uma família nobre local. No entanto, em 12 de maio de 1306, uma frota granadina liderada por Abuçaíde chegou, foi recebida por apoiadores locais e conquistou a cidade sem luta. A conquista de Ceuta deu a Granada o controle estratégico sobre ambos os lados do estreito, mas alienou tanto seus vizinhos que logo os merínidas, Aragão e Castela - seus três vizinhos maiores - formaram uma aliança contra Granada.

### Rebelião
Em 14 de março de 1309, Maomé III foi deposto em um golpe no palácio e foi substituído por seu meio-irmão Nácer. Ao mesmo tempo, a tríplice aliança dos merínidas, Castela e Aragão atacou Granada, e a guerra que se seguiu terminou com várias perdas para Granada, incluindo o retorno de Ceuta aos merínidas em 20 de julho de 1309. Provavelmente, Abuçaíde só voltou a Málaga após essa derrota e continuou seu papel como governador lá. Ao contrário do sultão anterior, Abuçaíde e sua esposa Fatima não tinham uma boa relação com Nácer. Além disso, quando Abuçaíde visitou a capital para prestar seus respeitos, descobriu que o novo sultão era impopular com a corte. Além das perdas na guerra, Nácer - um entusiasta da astronomia - não era benquisto por se dedicar ao estudo da ciência, construir astrolábios e encomendar tabelas astronômicas em vez de trabalhar em assuntos de estado. Além disso, era suspeito de simpatizar com os cristãos, devido à sua mãe cristã, sua preferência por se vestir à maneira castelhana e seus laços estreitos com Fernando IV de Castela. Além disso, o vizir do sultão, Maomé ibne Alhaje, cresceu em terras cristãs e falava e se vestia à maneira castelhana, aumentando a antipatia contra a coroa. Uma facção da corte se reuniu com Abuçaíde e pediu-lhe que depusesse Nácer. De acordo com o estudioso arabista Antonio Fernández-Puertas, Abuçaíde ficou ainda mais indignado com o afogamento de Maomé III por ordem de Nácer após uma tentativa fracassada de restaurá-lo ao trono, mas há relatos conflitantes de quando esse assassinato aconteceu; outros historiadores, como Francisco Vidal Castro, consideraram a data mais provável em fevereiro de 1314, muito depois do início da rebelião.
Abuçaíde começou uma rebelião armada em 1311 em Málaga, proclamando seu filho Ismail - considerado como tendo melhor legitimidade do que seu pai, já que era neto de Maomé II através de Fátima - como sultão. Ele formou uma corte rival leal a seu filho, mas cujas autoridades só foram reconhecidas dentro do vilaiete (província) de Málaga. No mesmo ano, o exército malacitano conquistou os castelos de Antequera, Marbelha e Vélez. O exército então se moveu em direção a Granada e derrotou o exército de Nácer em uma batalha em um lugar chamado Alatexa em Vega de Granada. O próprio sultão perdeu seu cavalo e teve que voltar correndo para Granada a pé. Abuçaíde começou a sitiar a capital, mas faltou os suprimentos necessários para uma campanha prolongada. Ao descobrir que Nácer havia se aliado a Fernando IV, buscou a paz e foi capaz de manter seu posto de governador de Málaga em troca de homenagem ao sultão.

### Queda de Abuçaíde e ascensão de Ismail

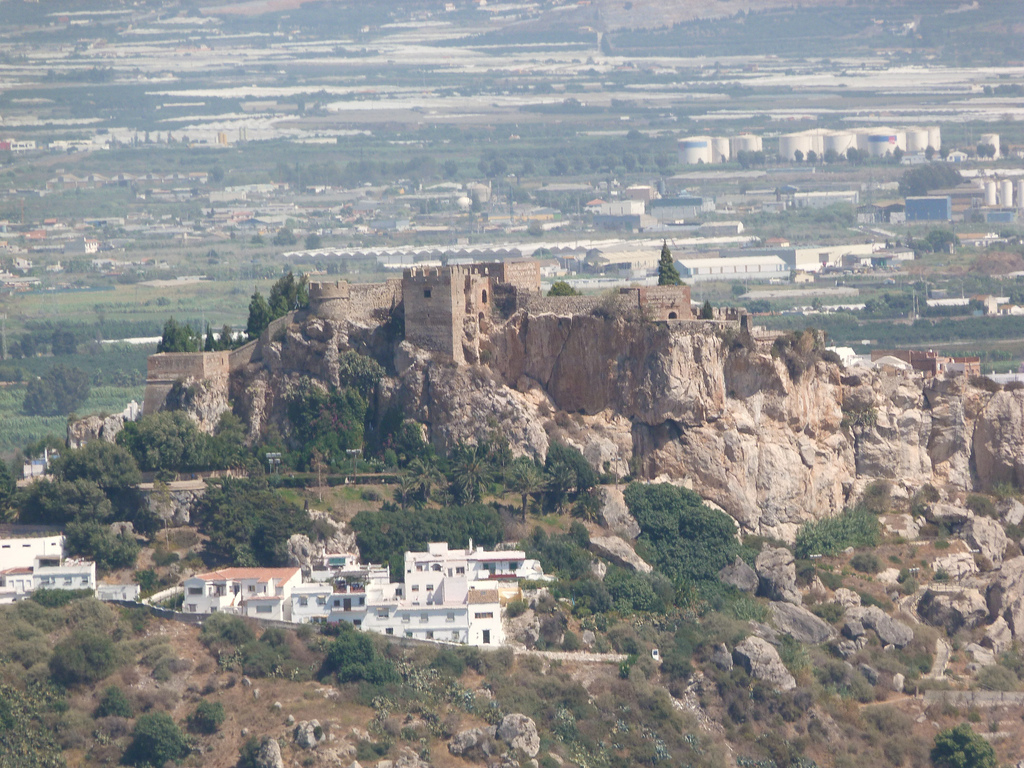
O castelo de Salobreña, usado como prisão da família real pelos nacéridas, onde Abuçaíde ficou preso até sua morte

Temendo a vingança do sultão, enviou ibne Issa para negociar um acordo secreto com os merínidas, no qual cederia Málaga em troca do governo de Salé no norte da África. Quando isso ficou conhecido do povo de Málaga, consideraram isso uma traição. Se levantaram e o depuseram em favor de seu filho Ismail. Abuçaíde permaneceu livre, embora Ismail o tenha mantido sob vigilância. Durante uma visita fora da cidade, foi suspeito de tentar fugir e foi capturado pelos cidadãos. Ismail chegou antes que seu pai fosse ferido. Ordenou a prisão de seu pai e o transferiu para um castelo em Cártama.
Enquanto isso, a conspiração contra Nácer continuou na corte, e Ismail reiniciou a rebelião com a ajuda de sua mãe Fátima e Otomão ibne Abi Alulá, o comandante dos Voluntários da Fé guarnecidos em Málaga. Enquanto Ismail se movia em direção a Granada, seu exército cresceu e os habitantes da capital abriram os portões da cidade para ele. Nácer, sitiado na fortaleza da Alhambra e no complexo do palácio, concordou em abdicar e retirou-se para Guadix. Ismail assumiu o trono em 1314 e ordenou que Abuçaíde fosse transferido à prisão da família real nacédia em Salobreña. Permaneceu neste castelo - não tendo permissão para ir além de seus portões - até que morreu em 24 de abril de 1320 (14 Rabi Alaual 720 AH). Seus restos mortais foram trazidos à capital, e foi enterrado no cemitério real (rauda) da Alhambra, perto do túmulo de Maomé II. Seu funeral contou com a presença de Ismail I, bem como de dignitários de Granada. Séculos depois, com a rendição de Granada, o último sultão Maomé XII (também conhecido como Boabdil) exumou os corpos neste cemitério e os enterrou novamente em Mondújar, parte de suas propriedades em Alpujarras.